# Ubbink-Syntec Cycling Team
Das Ubbink-Syntec Cycling Team war ein niederländisches Radsportteam, dass eine Lizenz als UCI Continental Team hatte.

## Geschichte
Das Ubbink-Syntec Cycling Team wurde 2006 gegründet, ging aus der ehemaligen Mannschaft AXA Pro-Cycling Team, besaß eine Lizenz als UCI Continental Team, Team-Manager war Ton Welling und Sportlicher Leiter war John den Braber. Das Team bestand aus 12 niederländischen Fahrern. Acht der Fahrer waren vorher bereits bei AXA mit dabei vier Fahrer kamen neu dazu. 2007 vergrößerte sich die Mannschaftsgröße noch um einen Fahrer auf 13 durch vier Ab- und fünf Neuzugänge. Nach dem Ende der Saison 2007 wurde die Mannschaft aufgelöst.

### Erfolge
Die Erfolge in der Saison 2006 verbuchten Marvin van der Pluijm, der das Eintagesrennen Ster van Zwolle gewann, und Niki Terpstra, der die 6. Etappe der Tour de Normandie 2006, die 4. Etappe der Belgien-Rundfahrt 2006 und die 4. Etappe sowie die Gesamtwertung der Rundfahrt OZ Wielerweekend gewann. Die Erfolge in der Saison 2007 verbuchten Dennis Smit, das Eintagesrennen Ster van Zwolle gewann, und Paul van Schalen, der die 9. Etappe der Olympia’s Tour 2007 und die 1. Etappe der Rundfahrt OZ Wielerweekend gewann.

## Mannschaft

### 2007
| Name                  | Geburtsdatum     | Nationalität |
| --------------------- | ---------------- | ------------ |
| Wim Botman            | 17. August 1985  | Niederlande  |
| Folkert de Haan       | 27. März 1978    | Niederlande  |
| Arne Hassink          | 12. August 1984  | Niederlande  |
| Geert-Jan Jonkman     | 24. Januar 1984  | Niederlande  |
| Jurgen Lindhoud       | 26. Oktober 1980 | Niederlande  |
| Peter Schep           | 8. März 1977     | Niederlande  |
| Robert Slippens       | 3. Mai 1975      | Niederlande  |
| Dennis Smit           | 18. Februar 1981 | Niederlande  |
| Danny Stam            | 25. Juni 1972    | Niederlande  |
| Wim Stroetinga        | 23. Mai 1985     | Niederlande  |
| Marvin van der Pluijm | 11. Januar 1979  | Niederlande  |
| Tim van der Zanden    | 19. Juli 1984    | Niederlande  |
| Paul van Schalen      | 25. Februar 1972 | Niederlande  |

### 2006
| Name                  | Geburtsdatum     | Nationalität |
| --------------------- | ---------------- | ------------ |
| Bram Aalders          | 6. Juni 1986     | Niederlande  |
| Folkert de Haan       | 27. März 1978    | Niederlande  |
| Jens Mouris           | 12. März 1980    | Niederlande  |
| Peter Schep           | 8. März 1977     | Niederlande  |
| Robert Slippens       | 3. Mai 1975      | Niederlande  |
| Kevin Sluimer         | 5. November 1985 | Niederlande  |
| Dennis Smit           | 18. Februar 1981 | Niederlande  |
| Danny Stam            | 25. Juni 1972    | Niederlande  |
| Niki Terpstra         | 18. Mai 1984     | Niederlande  |
| Marvin van der Pluijm | 11. Januar 1979  | Niederlande  |
| Fulco van Gulik       | 1. August 1979   | Niederlande  |
| Paul van Schalen      | 25. Februar 1972 | Niederlande  |